# Angelique Trois
Angelique Trois (アンジェリーク トロワ?, Anjerīku Torowa) è un videogioco simulatore di appuntamenti sviluppato dalla giapponese Ruby Party e pubblicato da Koei per PlayStation 2 il 22 novembre 2000 in esclusiva per il mercato nipponico. 
Il gioco è il terzo capitolo della serie Angelique.

## Trama
Angelique Collet (アンジェリーク・コレット?, Anjerīku Koretto), adesso regina di un nuovo cosmo, finisce in un piccolo cosmo, Arcadia, insieme agli altri personaggi di Angelique Special 2. Qui verrà liberata Elda, una strana creatura.

## Distribuzione
Presente al Tokyo Game Show 2000, una demo giocabile di Angelique Trois, era stata messa a disposizione del pubblico nello stand promozionale della Koei; per quanto i partecipanti presenti all'evento fossero perlopiù uomini, lo stand aveva attirato un folto gruppo di ragazze intente a provare il gioco.
Il gioco è stato anche protagonista in uno degli episodi del GameCenter CX, variety show televisivo giapponese a tema videogiochi, dove è stato giocato da Shinya Arino, uno dei due presentatori del duo Yoiko (all'epoca Arino & Hamaguchi).

## Accoglienza
Angelique Trois ha ottenuto un punteggio di 29/40 dalla rivista Famitsū, basato sulla somma dei punteggi (da 0 a 10) dati al gioco da quattro recensori della rivista.
David Smith di IGN ha dichiarato che gli otome game come Angelique Trois, molto popolari in Giappone e molto meno negli Stati Uniti, praticamente mai ricevono pubblicazioni internazionali; oltre a vari apprezzamenti sui generi del gioco di ruolo di strategia e dating sim, Smith ha parlato sommariamente della storia del gioco, nonché della grafica che: « [...] potrebbe non sfruttare al massimo la potenza della PlayStation 2, ma è il massimo della qualità della grafica 2D» e « [...] i personaggi sono in 3D con texture che danno loro una sorta di aspetto da animazione tradizionale».

## Altri media
In seguito alla pubblicazione del gioco, Ruby Party ha dato inizio a due progetti cross media incentrati sui personaggi di Trois. Il primo, Gemme Stories (ジェム・ストーリィズ?, Jemu Sutōryizu), è una serie di side stories che hanno luogo poco dopo gli eventi del gioco. La narrazione di questo progetto è divisa in tre diversi media:
- Angelique ~Aozora no Kiseki~ (コミック アンジェリーク 青空の軌跡?) – manga scritto da Midori Kusanada e illustrato da Shinko Katsurasaki.[9]
- Angelique ~Seichi yori Ai wo Komete~ (アンジェリーク～聖地より愛をこめて～?) – serie anime di tre OAV, prodotta da Yumeta Company e andato in onda in Giappone dal 25 gennaio al 27 giugno 2001.[10]
- Angelique ~Niji no Nostalgia~ – serie di quattro drama-CD.[11]

Il secondo progetto, Twin Collection (Twinコレクション?, Twin Korekushon), è una serie di image song pubblicata in Giappone su CD, VHS e DVD.